# 크리스티안 7세

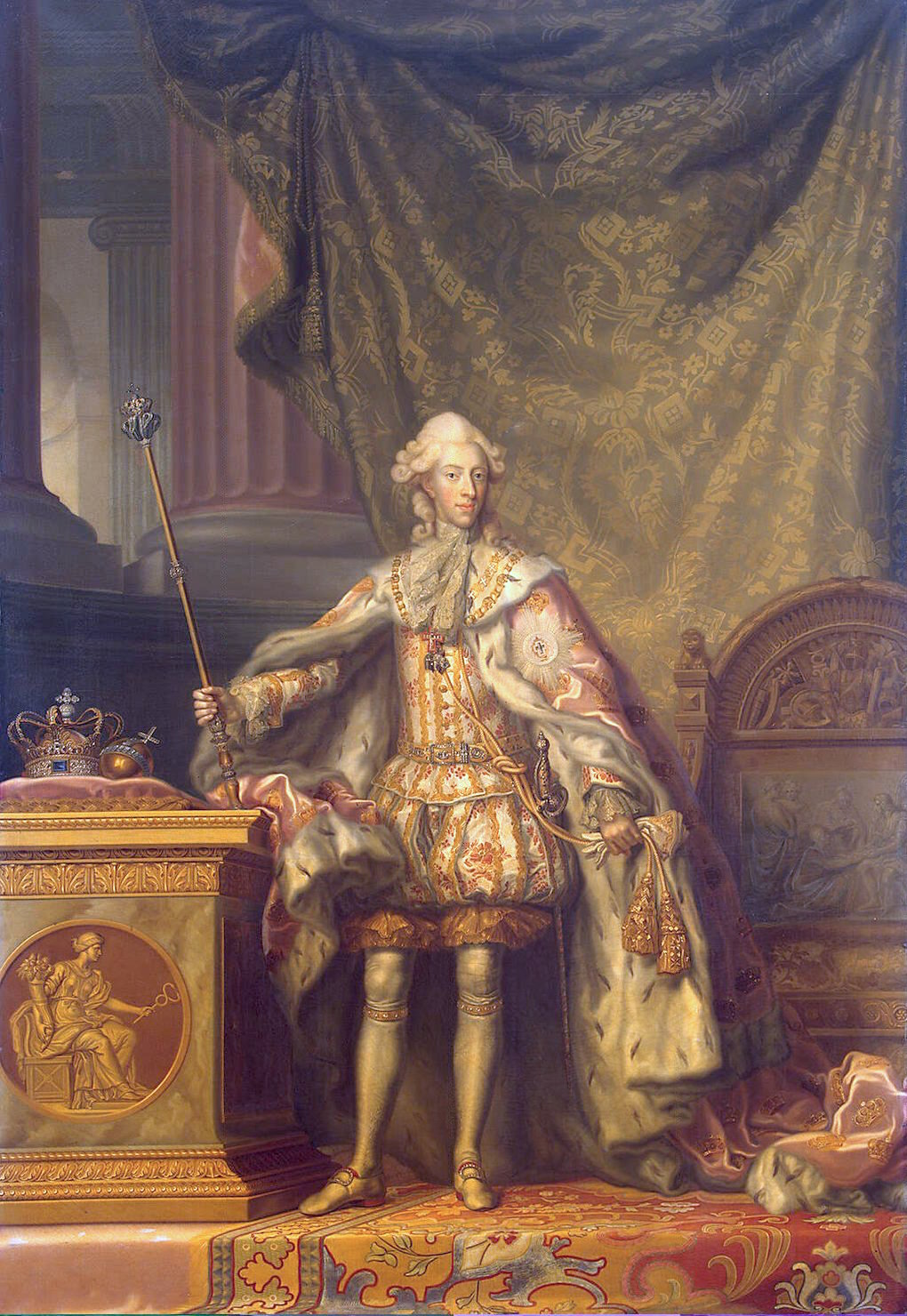
크리스티안 7세

크리스티안 7세(덴마크어: Christian VII, 노르웨이어: Christian VII, 1749년 1월 29일 ~ 1808년 3월 13일)는 덴마크의 국왕이자 노르웨이의 국왕(재위: 1766년 1월 14일 ~ 1808년 3월 13일)이다.

## 생애
1749년 1월 29일 코펜하겐에 위치한 크리스티안스보르 성에서 프레데리크 5세 국왕과 그의 아내인 영국의 루이세의 둘째 아들로 태어났다. 아버지 프레데리크 5세는 아내 루이세를 잃은 후 크게 상심해 방탕한 생활을 하게 되었고, 의붓어머니인 브라운슈바이크의 율리아네 마리와의 관계 또한 좋지 않았다. 부모의 무관심 속에 크리스티안은 자신의 교육을 담당했던 레벤틀로프 백작에게 폭력적인 대우를 받았다.
1766년 1월 14일에 덴마크, 노르웨이의 국왕으로 즉위한 크리스티안 7세는 웨일스 공 프레더릭 루이스의 유복자이자 조지 2세의 손녀인 사촌누이 캐롤라인 마틸다와 혼담이 오갔고, 국왕에 즉위한 이후에 그녀와 결혼했다. 크리스티안 7세는 이내 아내에게 싫증을 느꼈고 안나 카테리네 벤타겐(Anna Catherine Benthgen)을 애인으로 삼아 그녀에게 갖은 호의를 베풀었다. 이로 인해 크리스티안은 왕비와 사이가 멀어졌고 국민들의 신망도 잃었다.
크리스티안은 몇몇 신하들을 대동하고 영국과 프랑스 등 유럽을 순회했다. 처남인 조지 3세는 크리스티안을 못마땅하게 여겨 형식적인 대접만을 했지만 크리스티안은 방문지의 국민들에게 큰 인기를 얻으며 비교적 성공적인 여행을 마쳤다. 이 여행에서 크리스티안은 독일 출신의 의사였던 요한 프리드리히 슈트루엔제(Johann Friedrich Struensee)와 대동했는데 슈트루엔제는 훗날 크리스티안의 주치의로 일하게 된다. 슈트루엔제는 왕비와 친밀한 사이가 되었고 크리스티안의 신임도 얻어 엄청난 권력을 휘두르게 되었다. 크리스티안의 정신 상태는 점점 악화되었고 자신이 프레데리크 5세의 아들이 아니라고 주장하기도 했다.
그는 어린 시절부터 자신의 왜소한 체격에 콤플렉스를 가지고 있었고 몸을 단단하게 만들기 위해 할 수 있는 모든 방법과 수단을 동원했다. 그는 궁전의 창문과 가구들을 부숨으로써 자신의 공격적 욕구를 해소했고, 이러한 폭력적 성향은 갈수록 심해졌다. 1772년 크리스티안의 의붓어머니 율리아네 마리의 주도로 쿠데타가 일어나 슈트루엔제는 체포되어 사형되었고 왕비는 딸과 함께 유폐되었다.
1772년 크리스티안은 건강 악화로 인해 명목상의 국왕으로서 공식 석상에는 거의 모습을 드러내지 않았다. 1784년까지는 율리아네 마리와 이복동생 프레데리크가 섭정 역할을 수행했고 1808년까지는 아들이자 왕세자였던 프레데리크 6세가 섭정 역할을 수행했다. 1808년 3월 13일 독일 렌츠부르크에서 뇌졸중으로 인해 사망했으며 그의 시신은 로스킬레 대성당에 안치되었다.
1773년 러시아 제국의 파벨 1세와의 영지 교환을 통해 올덴부르크 백국을 넘기고 홀슈타인인고토르프 공국을 덴마크령으로 완전히 합병한다.

## 자녀
- 프레데리크 6세(1768년~1839년)
- 루이세 아우구스타(1771년~1843년)